# Montezuma, Minas Gerais
Montezuma este un oraș în Minas Gerais (MG), Brazilia.